# Kult ov Azazel
Pour les articles homonymes, voir Azazel (homonymie).
Kult ov Azazel est un groupe de black metal américain, originaire de Fort Lauderdale, en Floride.

## Biographie
Formé par Xaphan et Xul en 1999, sous le nom de Azazel, le groupe publie un promo intitulé Forever Heaven Gone, et un mini-album, Order of the Fly. Azazel commence ensuite à faire des spectacles dans l'État de Floride. Après le départ de leur batteur, Azazel engage Hellspawn.
En 2000, un split CD est enregistré aux côtés du groupe de black metal Krieg. À cette période, le groupe change de nom pour Kult ov Azazel. Le même mois, ils enregistrent et publient un promo, Of Evil and Hatred. Hellspawn disparait du groupe et Vetis devient le batteur live. Le groupe annonce par la suite l'enregistrement, sans batteur à l'époque, de leur premier album studio, Triumph of Fire, qui sera publié en 2001 par Arctic Music Group et Pavement Music. La même année, le groupe incorpore dans son line-up un batteur permanent, Hammer, et un second guitariste, Nocturath. Ensemble, ils enregistrent et publient leur deuxième album studio, Oculus Infernum, en 2003. Nocturath est rapidement remplacé par VJS, qui fera sa première apparition avec le groupe en 2004, à leur participation au Northern Lights Festival de Toronto, au Canada, le 26 juin. Au mois de novembre 2004, Kult ov Azazel participe au Swarm of Eternal Blackness Tour, une succession de concerts sur la côte ouest américaine, et ils enregistrent les chansons des albums splits Feast of Sacrilegious Impurity et Through War or Suicide.
En février 2005, le groupe entre aux Mana Studios de Tampa, en Floride, et enregistre son troisième album studio, The World, the Flesh and the Devil. Ils font une nouvelle fois une succession de concerts sur la côte est américaine. En 2006, VJS est remplacé par Necrol. Kult ov Azazel apparait en 2006 au Festival Sacrifice of the Nazarene Child 6, Night of the Black Pentecost, et à un spectacle à Fort Lauderdale, en Floride. Pendant l'été 2007, Kult ov Azazel retourne à sa forme originale gardant trois membres au noyau du groupe, et utilisant des membres de sessions pour les spectacles. En septembre 2007, un autre guitariste de session, MM, est ajouté, et apparait pour la première fois avec le groupe au festival Autumn Equinox de la même année. Entre le 28 octobre et le 11 novembre 2008, le groupe enregistre l'album Destroying the Sacred aux Mana Recording Studios de St. Petersburg, en Floride. L'album est publié par Arctic Music en mars 2009.
L'année 2012 commence avec une tournée à Fort Lauderdale, avec Cannibal Corpse. En juillet 2016, le groupe révèle le clip d'une nouvelle chanson intitulée Corpus Edimus, Sanguinem Bibimus.

## Membres

### Membres actuels
- Xaphan – chant, guitare (1999-2015, depuis 2015)[1]
- Hammer – batterie (2001-2015, depuis 2015)[1]
- Armanen – guitare, chœurs (2009-2010, 2012-2013), basse (2010-2012, depuis 2015)[1]
- Necrol – guitare (2013-2015, depuis 2015)[1]
- Hag – chant (2014-2015, depuis 2015)[1]

### Membres de session
- Vetis – batterie (2000-2001, 2010)[1]
- Necrol – guitare (2005-2007, 2011-2012)[1]
- Valac – guitare (2007-2009)[1]
- Imperial – chant (2007)[1]
- Tony Laureano – batterie (2010)[1]
- Armanen – guitare (2013-2015)[1]
- Paul Collier – batterie (2014)[1]
- Archangel Sin Scythe – batterie (2014, 2016)[1]
- Azagkur – batterie (2015)[1]

### Anciens membres
- Hellspawn – batterie (1999-2000)[1]
- Von – batterie (1999)[1]
- Xul – chant, basse (1999-2009, 2012-2013)[1]
- Nocturath – guitare (2002-2003)[1]
- VJS – guitare (2004-2005), batterie (2007, 2009)[1]
- Amduscias – guitare, chœurs (2012-2013)[1]
- Vastator – basse (2013-2015)[1]

## Discographie

### Albums studio
- 2001 : Triumph of Fire
- 2002 : Order of the Fly
- 2003 : Oculus Infernum
- 2005 : The World, the Flesh, and the Devil
- 2009 : Destroying The Sacred

### Compilation
- 2003 : Assaulting the Masses (album live)
- 2004 : Black Mass Consecration

### Démos
- 1999 : Entering Erebus
- 1999 : Forever Heaven Gone
- 1999 : Live 18.7.99
- 2000 : Of Evil and Hatred Promo
- 2016 : The Dawn of Luciferian Enlightenment

### EPs
- 1999 : Order of the Fly
- 2003 : Grandaevus Dæmonum

### Splits
- 2001 : Gather Against Humanity
- 2001 : Kult ov Azazel / Krieg
- 2003 : Satan's Blood / Kult ov Azazel
- 2005 : Through War or Suicide
- 2006 : Feast of Sacrilegious Impurity
- 2012 : In League with Satan